# Okręg wyborczy Glasgow Hillhead
Okręg wyborczy Glasgow Hillhead powstał w 1918 i wysyłał do brytyjskiej Izby Gmin jednego deputowanego. Okręg położony był w mieście Glasgow. Został zniesiony w 1997.

## Deputowani do Izby Gmin z okręgu Glasgow Hillhead
| Wybory | Deputowany      | Partia                     |
| ------ | --------------- | -------------------------- |
| 1918   | Robert Horne    | Partia Konserwatywna       |
| 1937   | James Reid      | Partia Konserwatywna       |
| 1948   | Tam Galbraith   | Partia Konserwatywna       |
| 1982   | Roy Jenkins     | Partia Socjaldemokratyczna |
| 1987   | George Galloway | Partia Pracy               |